# Notre-Dame (Beaumont-lès-Valence)

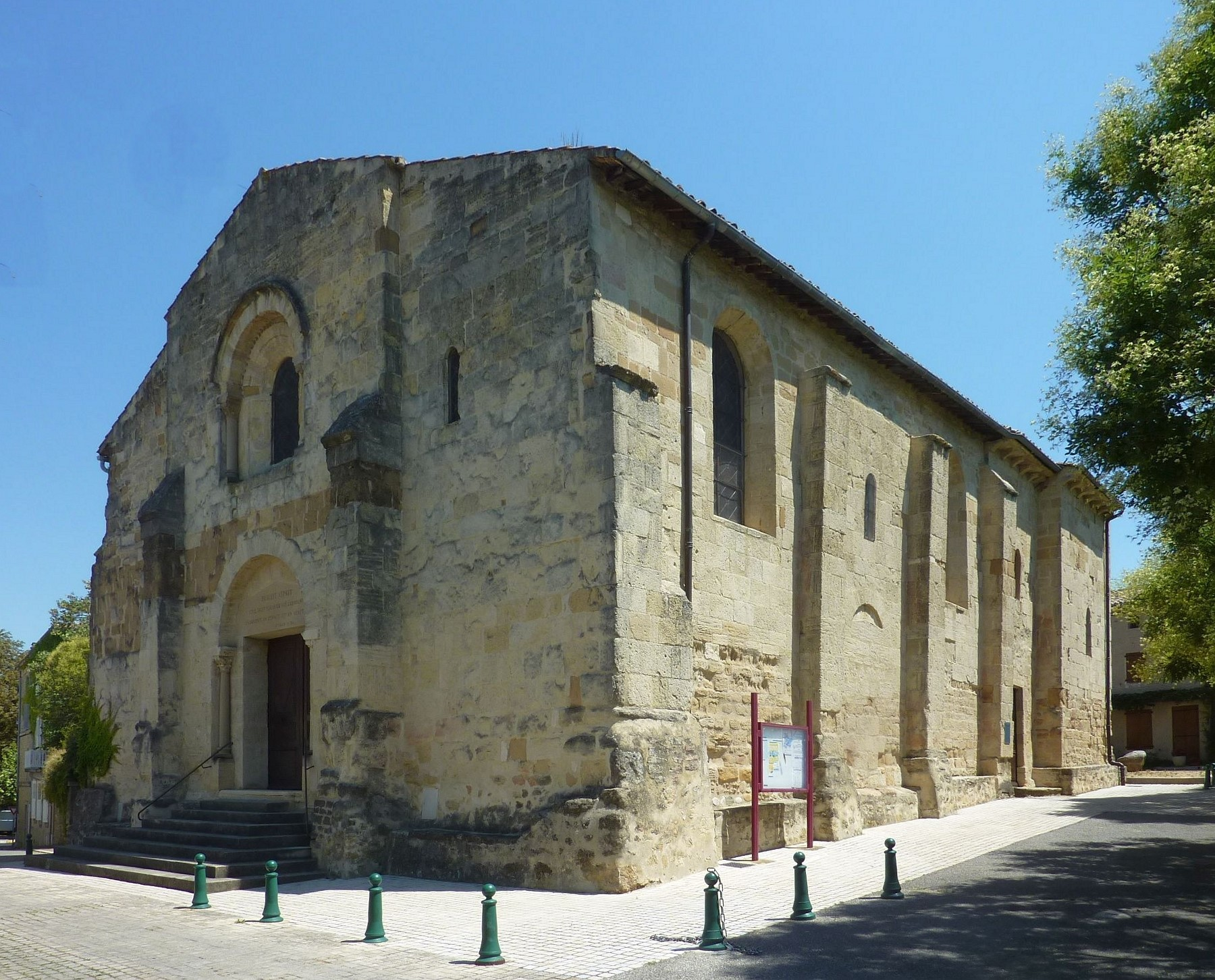
Die Simultankirche in Beaumont-les-Valence

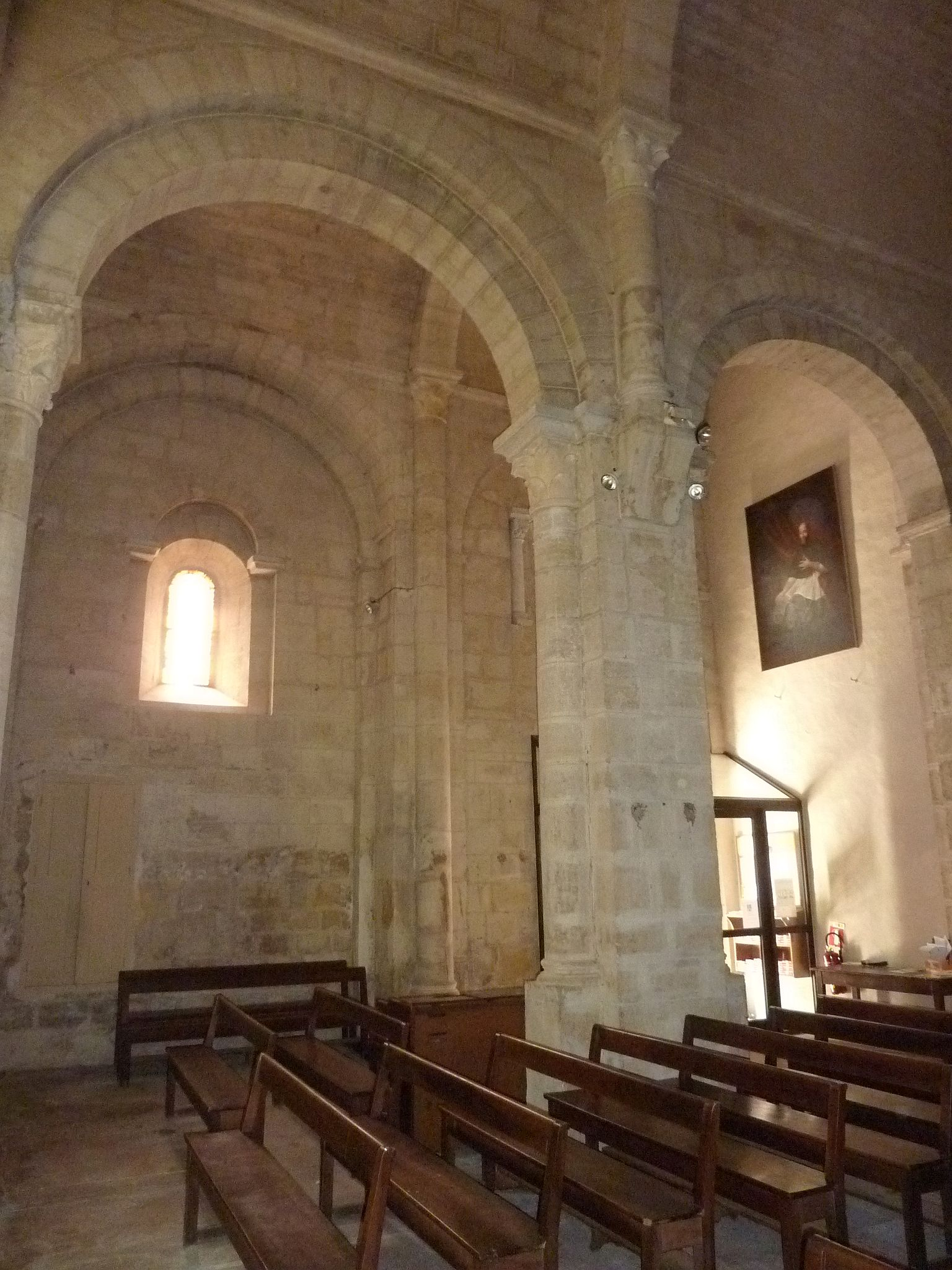
Blick durch den katholischen Teil der Kirche

Die Simultankirche Notre-Dame (auch französisch Église-Temple), ein Kirchengebäude in Beaumont-lès-Valence (Département Drôme) in Frankreich, ist eine frühere Prioratskirche der Benediktiner. Das Langhaus gehört zur Vereinigten Protestantischen Kirche Frankreichs, der Chor zur Römisch-katholischen Kirche. Die Kirche ist seit 1914 Monument historique.

## Geschichte
Die Kirche Notre-Dame entstand im 12. Jahrhundert als Teil eines Priorats der Benediktinerabtei La Chaise-Dieu, das sich im 11. Jahrhundert in Beaumont angesiedelt hatte. Seit der Reformation wurde die Kirche von den Protestanten genutzt. Im Zuge der Gegenreformation wurde das Gebäude in Brand gesetzt und nach dem Edikt von Nantes 1598 den Katholiken zurückgegeben. Nach der Französischen Revolution wurde das Gotteshaus 1806 Simultankirche und eine Mauer trennte seitdem das von den Protestanten genutzte Langhaus vom von der römisch-katholischen Gemeinde genutzten Chorraum. Im Januar 2008 wurde die Mauer entfernt und durch eine aufklappbare Holzwand ersetzt.